# Sasa rubrovaginata
Sasa rubrovaginata är en gräsart som beskrevs av Cheng Hua Hu. Sasa rubrovaginata ingår i släktet sasabambu, och familjen gräs. Inga underarter finns listade i Catalogue of Life.